# Olhîne, Iampil
Olhîne (în ucraineană Ольгине) este un sat în așezarea urbană Iampil din regiunea Sumî, Ucraina.

## Demografie
Componența lingvistică a localității Olhîne
     Ucraineană (84,21%)
     Rusă (15,79%)
Conform recensământului din 2001, majoritatea populației localității Olhîne era vorbitoare de ucraineană (84,21%), existând în minoritate și vorbitori de rusă (15,79%).